# Elda Pucci
Pour les articles homonymes, voir Pucci (homonymie).
Elda Pucci, née le 21 février 1928 à Trapani et morte le 14 octobre 2005 à Palerme, est une pédiatre et femme politique italienne, membre de la Démocratie chrétienne.
Directrice du département des prématurés de l'hôpital des enfants de Palerme, elle est la première femme à être portée à la présidence de l'ordre des médecins de Sicile. Elle est ensuite la première femme à devenir maire de Palerme (avril 1983-avril 1984) et la première italienne à diriger une grande ville, en s'engageant contre la corruption et la mafia.

## Biographie

### Origines et carrière médicale
Issue de la bourgeoisie palermitaine, Elda Pucci est la fille de Stefano Pucci, officier de la Première Guerre mondiale puis avocat pénaliste et cadre du Parti national fasciste.
Sur l'instance de son grand-père, son père accepte qu'Elda Pucci s'inscrive à la faculté de médecine de Palerme, en 1945.
Elle est l'une des premières femmes diplômées de la faculté de médecine de Palerme. Elle débute à l'hôpital, puis dans à La Cala. Là, elle reçoit  les enfants de toutes classes sociales et devient une pédiatre reconnue, et dirige le département des prématurés de l'hôpital des enfants de Palerme. Elle est la première femme à présider l'ordre des médecins siciliens.

### Maire de Palerme
Catholique pratiquante, opposée au divorce et à l'avortement, elle se dit proche du parti socialiste jusqu'à la répression de la révolution hongroise de 1956 et adhère à la Démocratie chrétienne, membre du courant d'Amintore Fanfani, après avoir approché le Parti républicain italien au milieu des années 1950.
Proche de Giovanni Gioia dont elle soigne les enfants, elle est élue au conseil municipal de Palerme en 1980. 
Après l'assassinat de Carlo Alberto Dalla Chiesa, elle est élue maire de Palerme en avril 1983 à la suite de l'andreottien Nello Martellucci, démissionnaire. Alors que le nouveau secrétaire général du parti, Ciriaco de Mita, cherche à marquer, à la veille des élections, la fin de la compromission mafieuse de la DC, elle est la première femme élue maire d'une grande ville italienne. Cependant, 17 voix de sa majorité ne se portent pas sur elle, celles des élus proches de l'ancien maire Vito Ciancimino.
Soutenue par l'archevêque palermitain Salvatore Pappalardo, elle annonce vouloir lutter contre l'ascendant mafieux sur l'administration locale. La municipalité de Palerme se constitue partie civile pour la première fois dans un procès mafieux, en octobre 1983. Cosa nostra évoque son assassinat, écarté en reconnaissance de sa carrière de pédiatre, 
Elle doit abandonner son mandat après un an, en avril 1984, ayant perdu le soutien des élus démocrates chrétiens. Elle déclare « La DC m'a laissée seule. Je suis triste pour tous ceux qui, à Palerme et ailleurs, croyaient que mon élection était le signal d'une véritable volonté de renouveau au sein de la Démocratie chrétienne. » Elle est remplacée par Giuseppe Insalaco, qui démissionne également après trois mois de lutte contre son camp.

### Derniers mandats
À la demande de Sergio Mattarella, commissaire extraordinaire de la DC à Palerme, elle se représente au conseil municipal en 1985. Au même moment, en avril 1985, sa maison de campagne de Piana degli Albanesi est dynamitée par la mafia, probablement à cause de ses tentatives d'affaiblir l'influence de Vito Ciancimino et de sa dénonciation des marchés publics attribués à Arturo Cassina. 
Le mois suivant, son parti et ses alliés, dont le Parti socialiste, lui privilégient deux jeunes membres de l'aile gauche de la DC : Vito Riggio et Leoluca Orlando, le premier choisi comme chef du groupe DC au conseil municipal, le second devenant maire à la tête d'une alliance "pentapartite" (DC, PSI, PSDI, PL et PRI). Le même Orlando, qui avait été son adjoint à la mairie, la défait lors des premières élections municipales au scrutin direct en 1993, elle, sous les couleurs de la DC, lui, avec l'étiquette de son nouveau parti, La Rete.
Devenue membre du Parti républicain italien, elle siège au Parlement européen de 1992 à 1994.